# Gubin (gmina wiejska)
Gubin – gmina wiejska w województwie lubuskim, w powiecie krośnieńskim. W latach 1975–1998 gmina położona była w województwie zielonogórskim.
Siedziba gminy to Gubin.
Według danych z 2011 roku gminę zamieszkiwało 7389 osób.

## Ochrona przyrody
Na obszarze gminy znajdują się następujące rezerwaty przyrody:
- częściowo rezerwat przyrody Uroczysko Węglińskie – chroni naturalny, wielogatunkowy starodrzew;
- rezerwat przyrody Dębowiec – chroni starodrzew dębowy oraz stanowisko chronionych owadów: jelonka rogacza i kozioroga dębosza;
- rezerwat przyrody Gubińskie Mokradła – chroni populację ptaków wodnych i błotnych oraz najcenniejszych pod względem ornitologicznym siedlisk będących ostoją w okresie lęgów jak i podczas wędrówek.

## Struktura powierzchni
Według danych z roku 2002 gmina Gubin ma obszar 379,73 km², w tym:
- użytki rolne: 32%
- użytki leśne: 57%

Gmina stanowi 27,32% powierzchni powiatu.

## Demografia

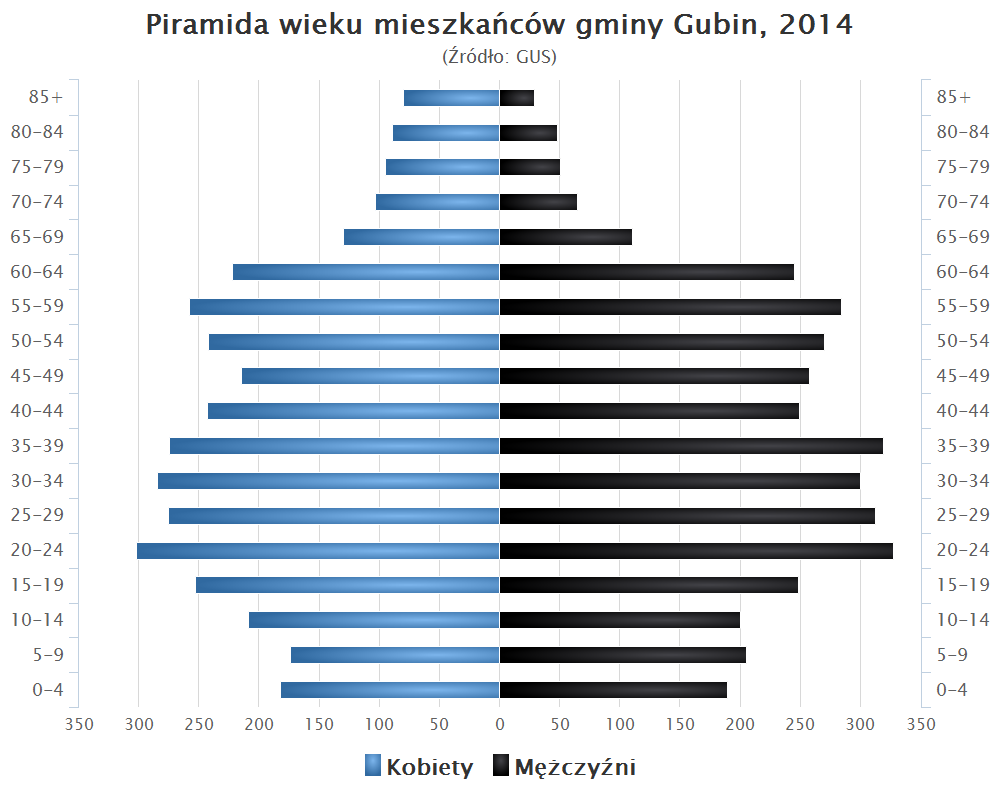
Piramida wieku mieszkańców gminy Gubin w 2014 roku

Dane z 30 czerwca 2004:
| Opis                              | Ogółem | Ogółem | Kobiety | Kobiety | Mężczyźni | Mężczyźni |
| --------------------------------- | ------ | ------ | ------- | ------- | --------- | --------- |
| jednostka                         | osób   | %      | osób    | %       | osób      | %         |
| populacja                         | 7272   | 100    | 3625    | 49,8    | 3647      | 50,2      |
| gęstość zaludnienia (mieszk./km²) | 19,2   | 19,2   | 9,5     | 9,5     | 9,6       | 9,6       |

## Sołectwa
Jednostki pomocnicze gminy utworzono w miejscowościach:
Bieżyce, Brzozów, Budoradz, Chęciny, Chlebowo, Chociejów, Czarnowice, Dobre, Dobrzyń, Drzeńsk Mały, Drzeńsk Wielki, Dzikowo, Gębice, Grabice, Grochów, Gubinek, Jaromirowice, Jazów, Kaniów, Komorów, Koperno, Kosarzyn, Kozów, Kujawa, Luboszyce, Łazy, Łomy, Markosice, Mielno, Nowa Wioska, Pleśno, Polanowice, Pole, Późna, Przyborowice, Sadzarzewice, Sękowice, Sieńsk, Stargard Gubiński, Starosiedle, Strzegów, Wałowice, Węgliny, Wielotów, Witaszkowo, Zawada, Żenichów, Żytowań.

## Pozostałe miejscowości
Grabczyna, Polanowice (gajówka), Rybołowy.

## Sąsiednie gminy
Bobrowice, Brody, Cybinka, Gubin, Krosno Odrzańskie, Lubsko, Maszewo. Gmina sąsiaduje z Niemcami.

## Zarządzający gminą Gubin[6]
Naczelnicy 
- Bronisław Łoziński (1976–1981)
- Kazimierz Dębicki (1981–1985)
- Henryk Jakubowski (1986–1990)

 Wójtowie 
- Edward Aksamitowski (1990–2010)
- Zbigniew Barski (2010–2023)
- Szymon Naglik (od 2023)